# Солоп, Александр Васильевич
Алекса́ндр Васи́льевич Со́лоп (23 июня 1971) — советский и российский футболист, защитник.

## Карьера
В 1991 году выступал за «Кубань», провёл 37 матчей. В 1992 году дебютировал в Высшей лиге России в составе московского ЦСКА, сыграл 2 встречи. Кроме того, принял участие в 13 матчах за «ЦСКА-2».
Затем перешёл в воронежский «Факел», где и доиграл сезон, проведя 13 встреч. В 1993 году пополнил ряды «КАМАЗа», однако в составе не закрепился, сыграл лишь 1 матч в чемпионате, после чего отправился в «Колос», где и доиграл сезон, проведя 29 встреч.
С 1994 по 1995 год выступал в Израиле за «Хапоэль» из Петах-Тиквы, сыграл 24 матча, в которых забил 1 гол, в чемпионат Израиля, и ещё 2 встречи провёл в Кубке.
В 1995 году играл за тимашевский «Изумруд» в КФК, затем в 1996 году провёл 10 матчей и забил 1 мяч за «Кубань» Славянск-на-Кубани, после чего до 1997 год выступал за израильский «Хапоэль» из Беэр-Шевы, сыграл 29 матчей и стал бронзовым призёром чемпионата.
Затем вернулся в Славянск-на-Кубани, однако ни разу за команду не сыграл. В 1999 году выступал за «Маккаби» из Нетании, после чего вернулся в Россию в том же году, где пополнил состав «Черноморца», однако на поле ни разу не вышел.
Сезон 2000 года провёл в клубе «Волгарь-Газпром», за который сыграл лишь 1 матч в Кубке России.

## Достижения
- Бронзовый призёр чемпионата Израиля: 1996/97

## После карьеры
После завершения карьеры профессионального игрока выступал на любительском уровне за команду «Аякс—Карлов мост».